# جاك تروي
جاك تروي (بالإنجليزية: Jack Troy)‏ هو لاعب دوري الرغبي أسترالي، ولد في 1927، وتوفي في 1995 في Padstow, New South Wales ‏ في أستراليا.